# Hanno Balitsch
Hanno Balitsch (2 de enero de 1981) es un exfutbolista alemán que se desempeñaba como centrocampista.

## Clubes
| Club                | País     | Año       |
| ------------------- | -------- | --------- |
| Waldhof Mannheim    | Alemania | 1999-2001 |
| 1. FC Colonia       | Alemania | 2001-2002 |
| Bayer 04 Leverkusen | Alemania | 2002-2004 |
| 1. FSV Mainz 05     | Alemania | 2005      |
| Hannover 96         | Alemania | 2005-2010 |
| Bayer 04 Leverkusen | Alemania | 2010-2012 |
| F.C. Núremberg      | Alemania | 2012-2014 |
| FSV Frankfurt       | Alemania | 2014-2015 |
| Waldhof Mannheim    | Alemania | 2015-2016 |